# Movits!
Movits! es un grupo musical sueco de la ciudad de Luleå, formado en 2007. Este grupo musical se dedica a interpretar géneros musicales como el swing mezclado con hip hop y jazz. Su primer álbum Äppelknyckarjazz (El Jazz del ladrón de manzanas), salió a la venta en noviembre de 2008 y ha sido reconocido por el periódico Sueco Dagens Nyheter. En los Estados Unidos, el álbum Äppelknyckarjazz fue publicado por Comedy Central Records..
El nombre Movits! hace referencia a Fader Movitz, un personaje de las Epístolas de Friedman escritas por el poeta y compositor sueco Carl Michael Bellman. La banda reemplazó la última letra del nombre por una "s" para evitar ser asociados con bandas suecas de dansband, tales como Lasse Stefanz, Svänzons o Larz-Kristerz.
El 27 de julio de 2009, Movits! apareció en el programa satírico de noticias The Colbert Report. El grupo fue entrevistado e interpretó la canción "Fel del av gården". Posteriormente en su programa del 30 de julio del mismo año, Colbert mencionó que el álbum "Äppelknyckarjazz" había logrado recientemente una alta popularidad en Amazon.com y adjudicó su éxito a la participación del grupo en su programa, refiriéndose a este como un Colbert Bump.
Posteriormente fueron entrevistados por Jesse Kornbluth, para Huffington Post (THE BLOG) y declarados en este artículo como "La banda suiza de hip-hop, swing y jazz más grande del mundo".
Los miembros del grupo son: los hermanos Johan Jivin' Rensfeldt (voz), Anders Rensfeldt (múltiples instrumentos y DJ) y el saxofonista llamado Joakim 'One-Take' Nilsson.

## Discografía

### Álbumes
- 2008 - Äppelknyckarjazz (Peak SWE #43)
- 2011 - Ut ur min skalle (Fuera de mi Cabeza) (Peak SWE #10)
- 2013 - Huvudet Bland Molnen (Peak SWE #18)
- 2015 - Dom försökte begrava oss, dom visste inte att vi var frön (Peak SWE #17)

### Sencillos
- 2007 - "Swing för hyresgästföreningen"
- 2008 - "Äppelknyckarjazz"
- 2008 - "Fel del av gården" (El lado equivocado del jardín)
- 2009 - "Ta på dig dansskorna" (Ponte tus zapatos de bailar) (feat. Zacke)
- 2011 - "Sammy Davis Jr"
- 2011 – "Skjut mig i huvudet"
- 2011 – "Na na nah! (feat. Timbuktu)"
- 2013 – "Röksignaler"
- 2013 – "Nitroglycerin"
- 2013 – "Limousin" (feat. Maskinen) (Peak SWE #28)
- 2013 – "Halvvägs" (feat. Zacke)
- 2015 - "Placebo"
- 2015 - "Dansa i regnet"
- 2016 - "Självantänd"